# Martin Wiegele
Martin Wiegele (* 11. Juli 1978 in Graz) ist ein österreichischer Profigolfer.

## Werdegang
Nach einer auch international sehr erfolgreichen Amateurkarriere schlug Wiegele 2003 die Berufslaufbahn als Golfer ein und nahm die Challenge Tour in seiner ersten Saison 2003 im Sturm. Er gewann fast sein erstes Europeantour-Turnier, bei dem er teilnahm, die BMW Russian Open, verlor aber im Stechen gegen Marcus Fraser und wurde Zweiter. Wiegele qualifizierte sich als 4. der Challengetour-Geldrangliste für die Eliteliga (European Tour 2004), konnte aber dort nicht reüssieren und verlor seine Spielberechtigung. Als Konsequenz nahm er große technische Umstellungen in Angriff. Im August 2007 gelang ihm der erste große Turniersieg als Professional – bei der Lexus Open, einer Veranstaltung der Challenge Tour. Im November desselben Jahres gewann Wiegele das Tour School Final über sechs Runden im spanischen San Roque Club und qualifizierte sich damit souverän für die European Tour der Saison 2008. Er gewann 2010 erstmals auf der Europeantour und qualifizierte sich 2011 mit dem 83. Endrang im Race to Dubai für die Toursaison 2012.
Nachdem an beiden Hüften ein Cam-Impingement und eine damit verbundene Hüftarthrose diagnostiziert wurde, unterzog sich Wiegele Anfang 2012 zweier komplizierter Operationen mittels Arthroskopie, wodurch frühestens ein Comeback im Herbst 2012 eingeräumt wurde.
Daraufhin verlor er Ende 2013 die Spielberechtigung für die höchste Liga.
Nach einigen eher durchwachsenen Jahren, hat Wiegele im Juni 2017 in Belgien wieder ein Turnier der Challengetour gewonnen.
In der 2. Saisonhälfte machte ihm wieder seine rechte Hüfte zu schaffen.
Untersuchungen ergaben, dass sich das Gelenk in einem sehr schlechten Zustand befand.
Aus diesem Grund legte er sich Anfang 2018 ein weiteres Mal unters Messer und bekam mit 39 Jahren bereits eine künstliche Hüfte eingesetzt.
Sein erster großer internationaler Erfolg gelang Wiegele 2004 beim prestigeträchtigen WGC-World Cup in Sevilla, als er mit Partner Markus Brier einen 5. Platz für Österreich erreichte. Nach dem ersten Tag hatten die beiden sogar noch in Führung gelegen, am Ende teilten sie sich ein Preisgeld von 135.000 Dollar. Im Juni 2010 gewann er mit der St.-Omer-Open sein erstes Turnier auf der European Tour und kassierte hierfür ein Preisgeld in Höhe von 100.000 Euro.
Martin Wiegele ist seit Dezember 2011 mit seiner Frau Claudia verheiratet.
April 2017 kam Tochter Liliana zur Welt. 2020 wurde die zweite Tochter Luna geboren.

## Turniersiege
Amateur
- 1997 Austrian Amateur Closed Championship
- 2000 Austrian Amateur Closed Championship
- 2001 The Spirit International, Austrian Amateur Closed Championship
- 2002 Slovak Amateur Open Championships, Austrian Amateur Closed Championship

Professional
- 2006 Croatian Open
- 2006 Stage 1 Tour School (Challenge/European Tour)
- 2007 Lexus Open (Challenge Tour)
- 2007 Tour School Final (Challenge/European Tour)
- 2008 Gösser Open (Alps Tour)
- 2010 Kärnten Golf Open (Challenge Tour)
- 2010 Saint-Omer Open (European Tour)
- 2013 International Austrian Foursome Championship (zusammen mit Uli Weinhandl)
- 2017 KPMG Trophy (Challenge Tour)

## Teilnahme an Teambewerben
Amateur
- 2000 Eisenhower Trophy
- 2001 The Spirit International (Team Gold und Einzel Bronzemedaille)
- 2002 Bonallack Trophy (Europa-Auswahl gegen Asien; bester Europäer im Turnier)
- 2002 St Andrews Trophy (Kontinental-Auswahl gegen GB/IRL; bester Kontinentaleuropäer im Turnier)
- 2002 Eisenhower Trophy (5. Platz Team, 7. Platz Einzel)

Professional
- 2004 WGC-World Cup (mit Markus Brier, 5. Platz)
- 2011 Ponte Vecchio Challenge (Continental Team)
- 2016 ISPS HANDA World Cup of Golf (mit Bernd Wiesberger, 17. Platz)